# Tit Munaci Planc Bursa
Tit Munaci Planc Bursa (en llatí Titus Munatius Plancus Bursa) va ser un magistrat romà. Era germà de Luci Munaci Planc (cònsol 42 aC) (Lucius Munatius L. F. L. N. Plancus). Formava part de la gens Munàcia, d'origen plebeu i portava el cognomen Planc.
L'any 52 aC va ser tribú de la plebs i va donar suport a Gneu Pompeu d'acord amb els seus col·legues Gai Sal·lusti i Quint Pompeu Ruf. Per afavorir a Pompeu, va impulsar l'anarquia com a mitjà perquè degut als disturbis hi hagés unanimitat en proclamar Pompeu dictador per salvar la república.
A la mort de Publi Clodi Munaci Planc va augmentar la indignació de les masses exposant el seu cadàver i va provocar seriosos disturbis a l'acabar el funeral, disturbis en els quals va ser cremada la Cúria Hostília. Va atacar ferotgement a Miló a qui va fer presentar davant una assemblea popular. Pompeu va aconseguir els seus propòsits, ja que encara que no va ser nomenat dictador, el van nomenar cònsol sense col·lega.
En aquest consolat Pompeu va proposar la Lex Pompeia de Vi, dirigida contra Miló i els seus, que va tenir el suport entusiasta de Planc i Sal·lusti. Però Pompeu, una vegada aconseguit el que volia, no va dubtar a sacrificar als que l'havien ajudat i quan va expirar el tribunat de Planc (durant el qual era inviolable) va ser acusat de prendre part a l'incendi de la Cúria, d'acord amb la Lex de Vi. Ciceró va conduir l'acusació i Planc va rebre un suport insignificant de Pompeu i va ser condemnat. Ciceró estava molt content d'aquesta victòria, i en una epístola a Marc Mari li diu que la condemna de Planc l'hi havia agradat més que la mort de Clodi. D'aquesta carta es desprèn que Ciceró havia defensat Planc alguna vegada.
Després de la seva condemna, se'n va anar a Ravenna a la Gàl·lia Cisalpina on va ser ben rebut per Cèsar, que el 49 aC el va restaurar en els seus drets polítics i civils. Va tornar a Roma i va viure allunyat de les lluites partidistes.
A la mort de Cèsar va ser partidari de Marc Antoni amb qui va lluitar a Mutina, on, derrotat i expulsat cap a Pol·lència per Luci Ponci Àquila el llegat de Dècim Juni Brut Albí, va fugir, i en la fugida es va trencar una cama i les legions es van desbandar.
Ja no torna a ser mencionat.